# کارامانتسی
کارامانتسی (به بلغاری: Karamantsi) یک منطقهٔ مسکونی در بلغارستان است که در شهرستان مینرالنی بانی واقع شده‌است.